# Marie-Claire Bursell Lundeberg
Marie-Claire Bursell Lundeberg född 25 december 1944 i Uppsala, är en svensk konstnär.
Bursell Lundeberg studerade vid Gerlesborgsskolan i Stockholm och Bohuslän samt vid Académie Julian och École nationale supérieure des Beaux-Arts i Paris och Accademia de Belle Arti i Ravenna, Italien. Hon har medverkat i ett stort antal samlingsutställningar bland annat i Arboga, Västerås och Stockholm separat har hon ställt ut i bland annat Stockholm, Göteborg och Uppsala. Hon tilldelades Västerås kommuns kulturstipendium 1970. Bursell Lundeberg är representerad vid Västerås konstmuseum, Västerås skolor och Västmanlands läns landsting.